# Lijst van voetbalinterlands Fiji - Samoa
Deze lijst van voetbalinterlands is een overzicht van alle voetbalwedstrijden tussen de nationale teams van Fiji en Samoa. De landen hebben tot op heden zes keer tegen elkaar gespeeld. De eerste ontmoeting, een vriendschappelijke wedstrijd, werd gespeeld in Nuku'alofa (Tonga) op 1 juli 1989. Het laatste duel, een groepswedstrijd tijdens de OFC Nations Cup 2024, vond plaats op 19 juni 2024 in Suva.

## Wedstrijden
| № | Plaats        | Datum            | Competitie           | Wedstrijd    | Uitslag |
| - | ------------- | ---------------- | -------------------- | ------------ | ------- |
| 1 | Nuku'alofa    | 1 juli 1989      | Vriendschappelijk    | Fiji – Samoa | 11 – 0  |
| 2 | Coffs Harbour | 11 april 2001    | WK 2002 kwalificatie | Samoa – Fiji | 1 – 6   |
| 3 | Apia          | 17 mei 2004      | WK 2006 kwalificatie | Samoa – Fiji | 0 - 4   |
| 4 | Navua         | 17 augustus 2011 | Vriendschappelijk    | Fiji – Samoa | 3 – 0   |
| 5 | Suva          | 18 augustus 2011 | Vriendschappelijk    | Fiji – Samoa | 5 – 1   |
| 6 | Suva          | 19 juni 2024     | OFC Nations Cup 2024 | Samoa − Fiji | 1 − 9   |

## Samenvatting
| Competitie        | Totaal gespeeld | Winst Fiji | Gelijk | Winst Samoa | Doelsaldo Fiji – Samoa |
| ----------------- | --------------- | ---------- | ------ | ----------- | ---------------------- |
| WK kwalificatie   | 2               | 2          | 0      | 0           | 10 − 1                 |
| OFC Nations Cup   | 1               | 1          | 0      | 0           | 9 − 1                  |
| Vriendschappelijk | 3               | 3          | 0      | 0           | 19 − 1                 |
| Totaal            | 6               | 6          | 0      | 0           | 38 − 3                 |

FFA · A-internationals · Fijisch vrouwenelftal
1950 – 1959 · 
1960 – 1969 · 
1970 – 1979 · 
1980 – 1989 · 
1990 – 1999 · 
2000 – 2009 · 
2010 – 2019 ·
2020 − 2029
Amerikaans-Samoa ·
Australië ·
China ·
Cookeilanden ·
Estland ·
Filipijnen ·
Hongkong ·
India ·
Indonesië ·
Maleisië ·
Mauritius ·
Mexico ·
Nieuw-Caledonië ·
Nieuw-Zeeland ·
Papoea-Nieuw-Guinea ·
Salomonseilanden ·
Samoa ·
Singapore ·
Tahiti ·
Taiwan ·
Tonga ·
Vanuatu
FFS · 
A-internationals · 
Samoaans vrouwenelftal
1989 – 1999 · 
2000 – 2009 · 
2010 – 2019 ·
2020 − 2029
Amerikaans-Samoa ·
Australië ·
Cookeilanden ·
Fiji ·
Nieuw-Caledonië ·
Nieuw-Zeeland ·
Papoea-Nieuw-Guinea ·
Salomonseilanden ·
Tahiti ·
Tonga ·
Vanuatu